# Tachar
Tachar (perski/paszto: تخار) – prowincja w północno-wschodnim Afganistanie. Prowincja Tachar graniczy z Tadżykistanem na północy, z prowincją Badachszan na wschodzie, z prowincją Pandższir na południu, z prowincją Baghlan na południowym zachodzie oraz z prowincją Kunduz na zachodzie. W 2021 roku liczyła ponad 1,1 mln mieszkańców.

## Dystrykty
Prowincja Tachar dzieli się na 12 dystryktów:
- Dystrykt Bangi
- Dystrykt Czah Ab
- Dystrykt Czal
- Dystrykt Darqad
- Dystrykt Farchar
- Dystrykt Iszkamisz
- Dystrykt Jangi Qala
- Dystrykt Kalafgan
- Dystrykt Chwadża Ghar
- Dystrykt Rustaq
- Dystrykt Talokan
- Dystrykt Warsadż